# Пётр Август Фридрих Гольштейн-Бекский
Ге́рцог Пе́тер А́вгуст Фридрих Шле́звиг-Го́льштейн-Зо́ндербург-Бе́кский (нем. Peter August Friedrich von Schleswig-Holstein-Sonderburg-Beck; 7 декабря 1696, Кёнигсберг — 22 марта 1775, Ревель) — российский военный деятель, генерал-фельдмаршал. В русскоязычных источниках известен как при́нц Пётр Август Фри́дрих Гольштейн-Бекский.
Герцог Петр Август является предком по прямой мужской линии Глюксбургской династии, вступившей в XIX веке на датский престол. К его потомкам относятся (также по прямой мужской линии) короли Великобритании Карл III и Норвегии Харальд V.

## Происхождение
Из бекской ветви Гольштейн-Зондербургской линии Ольденбургской династии. Пятый сын (10-й ребёнок) Фридриха Людвига (1653—1728), герцога Шлезвиг-Гольштейн-Зондербург-Бекского (с 1719 года) и его жены Луизы Шарлотты Августенбургской (1658—1740). Шестиюродный дядя Петра III.

## Биография
После рождения и наречения принца его отец обратился к русскому царю Пётру Алексеевичу с просьбой быть заочным крестным отцом своего тезки принца Петра. Пётр I принял приглашение в восприемники в грамоте от 10 января 1698 г.:
Декабря въ 31-й день настоящаго году изъ листа вашей любви, почтою принесеннаго, выразумѣли мы, великій государь, наше царское величество, что вы, по доброй своей склонности и службѣ, покорно объявляете намъ, что обоимъ вамъ, какъ вашей любви, такъ и супругѣ вашей, всемилостивый Господь Богъ даровалъ счастливо родившагося отъ чреслъ вашихъ сына, которому желаете, дабы къ Господеви Христу банею пакирожденія съ ползою приведенъ былъ, и чтобъ наше царское величество въ томъ святомъ дѣлѣ чинъ кумовства воспріяти изволилъ, и того ради того младаго князя, яко крестнаго сына, намъ представляете, желая, дабы мы за такова признавать милостиво восхотѣли, чего ради во святомъ крещеніи и Петромъ нареченъ.   И мы, великій государь, наше царское величество, то вашей любви доброхотственное желаніе и склонность пріемлемъ въ любовь.   Съ стороны же кумовства желанія вашего презрити не восхотѣли есмы, дабы тѣмъ могли вамъ показать доброе наше ко всякому благу схожденіе.   Того ради мы, великій государь, нашу царскаго величества склонность милостиво показати соизволили и того вашего сына младаго князя, именованнаго Петра, почитаемъ быти за крестнаго нашего сына, котораго да благословитъ всемогущій Богъ какъ въ сихъ младенческихъ, такъ отроческихъ, въ юношескихъ и созрѣлыхъ лѣтѣхъ быти здраву и весма благосчастливу.   При семъ вашу любовь, купно и супругу вашу и того нашего крестнаго сына князя Петра, Господу Богу всемогущему въ сохраненіе предаемъ.
Таким образом, это был один из первых случаев династического родства (в данном случае духовного) между православными русскими царями и протестантскими правителями Европы, еще до браков детей и племянниц Петра.
Сначала принц служил полковником в армии ландграфа Гессен-Кассельского. В 1734 году мать принца Петера обратилась к императрице Анне Иоанновне с просьбой о принятии сына на российскую службу. Был зачислен тем же чином и получил под своё командование полк. Служил под начальством графа Иоганна Буркхардта Христофора Миниха и в 1738 году был произведён в генерал-майоры. Участвовал в турецком походе 1738 и 1739 годов.
В 1741—1743 годах принц Гольштейн-Бекский участвовал в войне со Швецией и в 1742 году стал генерал-поручиком.
В 1755 году императрица Елизавета Петровна пожаловала его в генерал-аншефы и назначила Ревельским губернатором. Руководил Военной коллегией с 1755 по 1758 год.
Недолгое царствование императора Петра III вознесло принца на вершину славы. Он стал членом Совета при высочайшем дворе и 9 (20) января 1762 год — генерал-фельдмаршалом. Генерал-губернатор Санкт-Петербурга с 1761 по 1762 год.
В период его губернаторства
- после пожара в Мещанских улицах остановлены все дворцовые и казённые работы и назначены умеренные цены на строительные материалы для восстановления домов.
- издан указ о запрещении выпуска домашнего скота на городские улицы.
- установлены пошлины с извозчиков.
- заведены колодцы во дворах горожан.
- освящена Богоявленская церковь Николо-Богоявленского (Морского) собора.

Императрица Екатерина II благосклонно отнеслась к принцу Петеру, оставив его в должности ревельского губернатора.
Фельдмаршал граф Миних так отзывался о принце Петре Гольштейн-Бекском: 

Он средних лет; крепкого и здорового сложения; справедливый и хороший полководец; служит охотно и добрый воин, но не имеет больших дарований; дурно ведёт себя; затрудняется командою, не зная русского языка; беден; получает только две тысячи рублей пенсии и полковничье жалованье, которое следует увеличить сверх генерал-майорского оклада.
В сентябре 1774 года, после смерти брата Карла Людвига, стал герцогом Шлезвиг-Гольштейн-Зондербург-Бекским. Скончался спустя шесть месяцев. Ему наследовал внук, прямые потомки которого с 1825 года были герцогами Шлезвиг-Гольштейн-Зондербург-Глюксбургскими, а с 1931 года носят также титул герцога Шлезвиг-Гольштейнского.
Похоронен в склепе у церкви Нигулисте в Таллине.

## Семья
Был женат дважды: на принцессе Софии Гессен-Филипстальской (6 апреля 1695 — 9 мая 1728) и на графине Наталье Николаевне Головиной (4 сентября 1724 — 8 января 1767; дочери адмирала Николая Фёдоровича Головина). Шестеро детей (по три от каждой из жён):
1. Карл (1724—1726),
2. Ульрика Амалия Вильгельмина (1726),
3. Карл Антон (1727—1759), умер от ран после битвы при Кунерсдорфе. Сын — Фридрих Карл Людвиг (1757—1816; шеф Павловского гренадерского полка) — наследовал деду как герцог Шлезвиг-Гольштейн-Зондербург-Бекский,
4. Петер (1743—1751),
5. Александр (1744),
6. Екатерина (1750—1811), жена князя Ивана Сергеевича Барятинского (1738—1811), бабка другого генерал-фельдмаршала — А. И. Барятинского.  - Литография Петра Августа из издания 1840 г.[2]

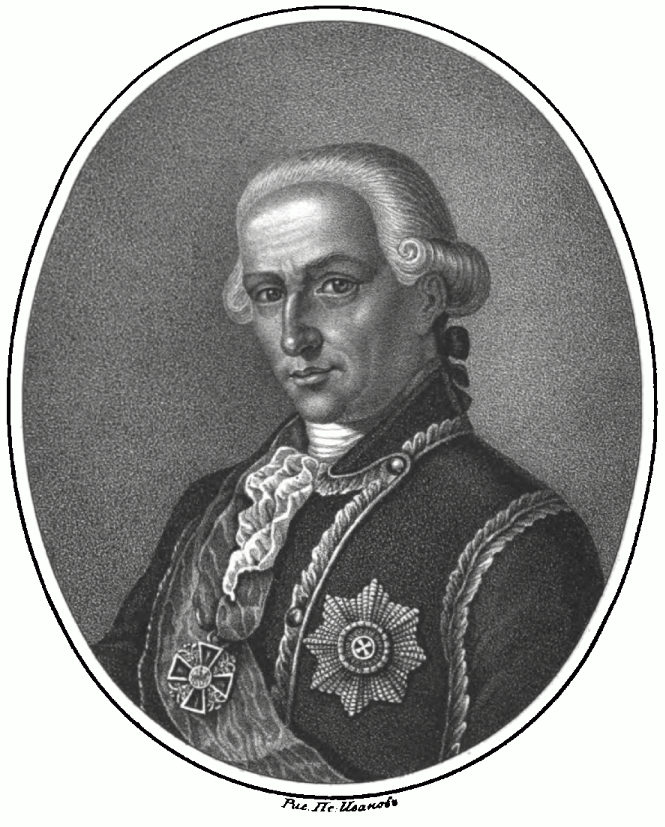
Литография Петра Августа из издания 1840 г.
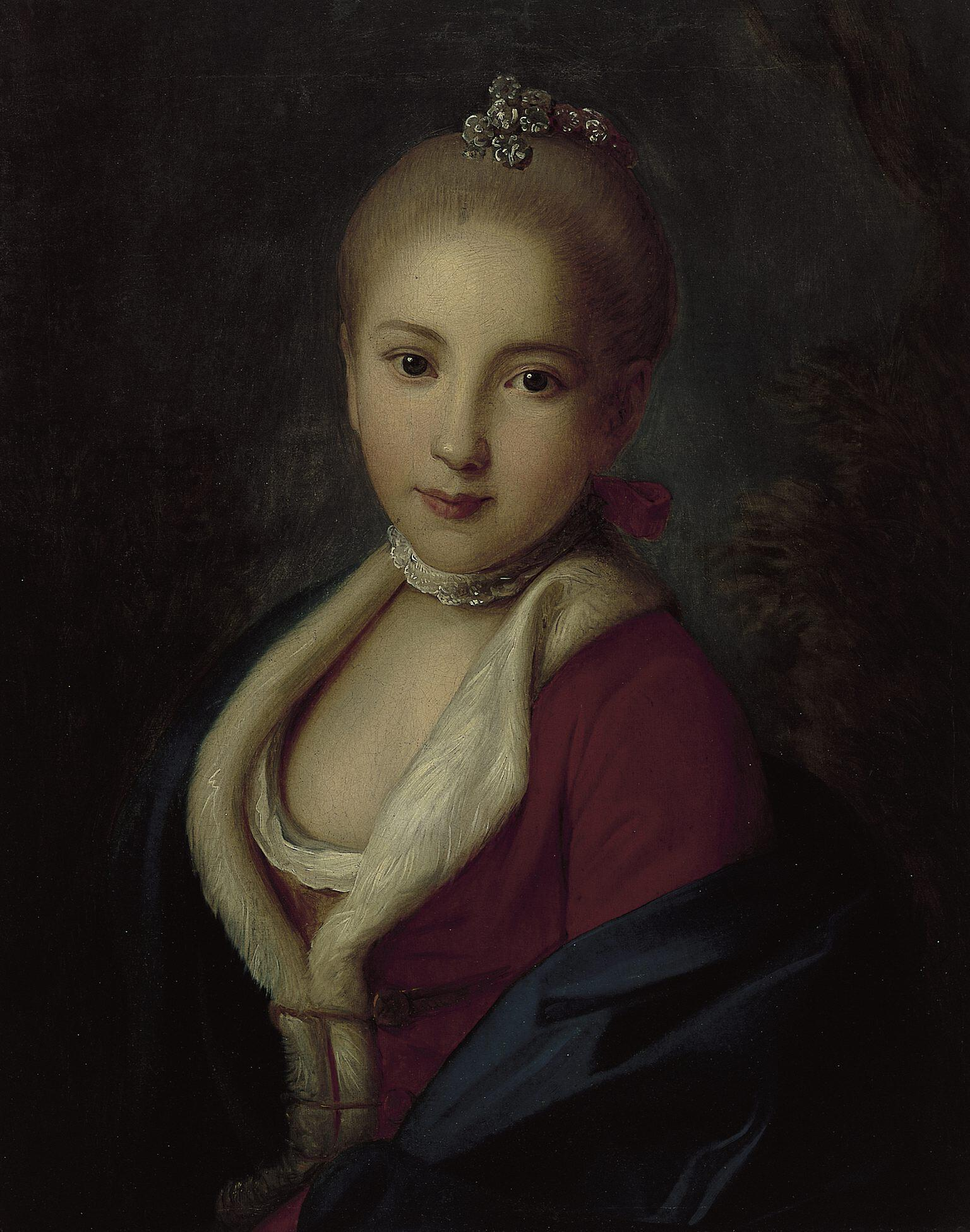
Портрет принцессы Голштинской, в браке княгини Барятинской
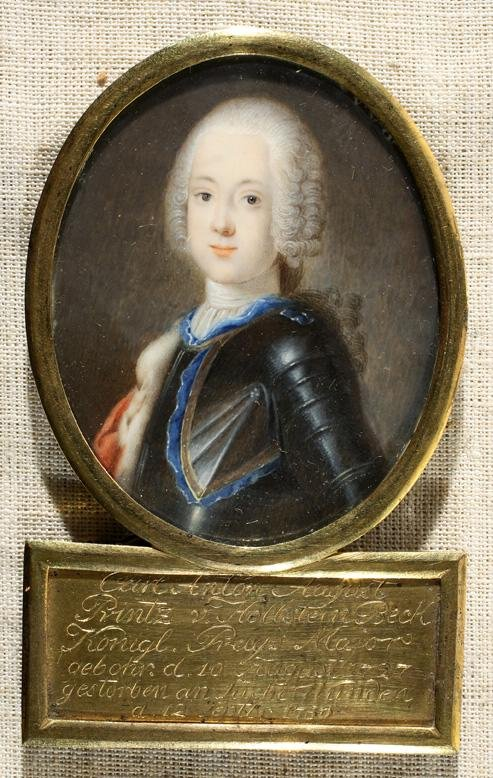
Миниатюра из "Музея изобразительных искусств им. А. С. Пушкина", атрибутированная как "Портрет Карла Антона Огюста Гольштейн-Бека"

  - Портрет принцессы Голштинской, в браке княгини Барятинской
  - Миниатюра из "Музея изобразительных искусств им. А. С. Пушкина", атрибутированная как "Портрет Карла Антона Огюста Гольштейн-Бека"